# NGC 5132
NGC 5132 је спирална галаксија у сазвежђу Девица која се налази на NGC листи објеката дубоког неба.
Деклинација објекта је + 14° 5' 33" а ректасцензија 13h 24m 28,9s. Привидна величина (магнитуда) објекта NGC 5132 износи 13,2 а фотографска магнитуда 14,1. NGC 5132 је још познат и под ознакама UGC 8428, MCG 2-34-14, CGCG 72-68, IRAS 13219+1421, PGC 46868.